# Bega Begum
Bega Begum (nota anche come Zan-i-Kalan e Haji Begum; Khorasan, 1511 – Delhi, 17 gennaio 1582) è stata una principessa persiana, imperatrice consorte dei Moghul come prima moglie di Humayun.

## Biografia
Bega Begum nacque nel Khorasan nel 1511 da Yadgar Beg, presunto zio materno di Humayun, nonché fratello di Ali Mirza, la cui figlia Gulrukh Begum sposò Kamran Mirza, fratellastro di Humayun. 
Sposò Humayun nel 1527 a Badakshan, e l'anno dopo diede alla luce il loro primogenito, Al-amin Mirza. La nascita del nipote fu accolta con grande gioia da Babur, padre di Humayun, che tuttavia ne criticò il nome, giudicato "minaccioso". Il bambino morì nel 1536. 
Nel 1530 Humayun successe a suo padre come imperatore. Come sua consorte principale e favorita, Bega venne insignita del titolo di Padshah Begum e di Zan-i-Kalan. Appena arrivata a Agra, annunciò di essere di nuovo incinta e nel 1531 partorì una bambina, Aqiqa Begum Sultan.  
Nel 1539, Bega e la figlia seguirono il marito a Chausa, dove affrontò e venne sconfitto da Sher Shah. L'accampamento fu preso d'assalto e, mentre Bega fu riconosciuta e consegnata in sicurezza a Sher Shah, Aqiqa rimase invece vittima dell'attacco, morendo all'età di otto anni. La mattina del 27 giugno Humayun inviò una piccola squadra per salvare la moglie e la figlia, composta da Tardi Beg, Baba Beg, Koch Beg e Bachka Bahadur, ma furono tutti uccisi tranne Tardi, che portò a Humayun la notizia della morte di Aqiqa. Nel saperlo, Humayun si accusò di averla portata lì e arrivò a scrivere al fratello Hindal che sarebbe stato meglio se l'avesse uccisa lui stesso invece di farla passare per le mani del nemico. 
Quanto a Bega, che era stata protetta fino alla morte da Baba Julair e Que Beg, fu trattata con cortesia e rimandata indietro sotto scorta del generale Khwas Khan. In seguito, seguì Humayun in Persia, dove soggiornarono alla corte di Tahmasp I. 
Humayun morì, dopo aver riconquistato il suo trono, nel 1556. A succedergli fu suo figlio Akbar, nato da Hamida Banu Begum. Bega si dedicò invece alla costruzione del mausoleo del marito: passò il resto della sua vita a Delhi sorvegliando la costruzione, affidata al persiano Mirak Mirza Ghiyas, ad eccezione di un periodo di tre anni fra il 1564 e il 1567, durante i quali compì il pellegrinaggio a La Mecca. 
Morì il 17 gennaio 1582 a Delhi. In segnò di rispetto, il suo figliastro Akbar, che la considerava una madre, la tumulò al fianco di Humayun nel mausoleo da lei costruito. 

## Discendenza
Da Humayun, Bega Begum ebbe un figlio e una figlia:
- Al-aman Mirza (novembre 1528 - 1536). Nato a Badakshan, fu erede presunto al trono fino alla sua morte.
- Aqiqa Sultan Begum (1531 - 27 giugno 1539). Nata a Kabul, morì a Chausa mentre era prigioniera di Sher Shah.

## Eredità
Bega è considerata la fondatrice della tradizione Moghul di commissionare monumenti in onore dei membri della dinastia e il suo mausoleo è considerato la principale ispirazione del Taj Mahal, il monumento Moghul più celebre della storia. 
La tomba di Humayun è considerato un esempio precoce di sintesi architettonica persiana e indiana e i suoi giardini sono il primo esempio di Chahar Bagh ("giardino in quarti") in India. È inoltre considerato il monumento simbolo della città di Delhi. 